# Enasidenib
El enasidenib, comercializado bajo la marca Idhifa, es un medicamento utilizado para tratar la leucemia mieloide aguda  con mutaciones del gen de la isocitrato deshidrogenasa 2 .  Este medicamento se utiliza cuando otros tratamientos han fracasado.  Se toma por vía oral. 
Los efectos secundarios de este medicamento incluyen náuseas, diarrea, niveles altos de bilirrubina y pérdida de apetito;  otros efectos secundarios pueden incluir síndrome de diferenciación, síndrome de lisis tumoral, problemas pulmonares, infertilidad y problemas renales.  El uso de este medicamento durante el embarazo puede dañar al bebé.  Actúa bloqueando la acción del IDH2 mutado. 
Este medicamento fue aprobado para uso médico en los Estados Unidos en el 2017.  Se le negó la aprobación en Europa en 2019 debido a pruebas insuficientes de sus beneficios.  En los Estados Unidos, un mes de tratamiento cuesta alrededor de 29.500 dólares estadounidenses en 2021. 